# Calamane
Calamane é uma comuna francesa na região administrativa de Occitânia, no departamento de Lot. Estende-se por uma área de 7,6 km². Em 2010 a comuna tinha 467 habitantes (densidade: 61,4 hab./km²).